# Наталовка (Межевский район)
Наталовка (укр. Наталівка) — село,
Славянский сельский совет,
Межевский район,
Днепропетровская область,
Украина.
Код КОАТУУ — 1222688805. Население по переписи 2001 года составляло 118 человек.

## Географическое положение
Село Наталовка находится на правом берегу реки Бык,
выше по течению на расстоянии в 5 км расположено село Крутояровка,
ниже по течению на расстоянии в 4,5 км расположено село Юрьевка,
на противоположном берегу — село Славянка.